# Pellegrino di Roma
Pellegrino di Roma (... – 192) è stato un santo romano, martire sulla via Aurelia con i santi Eusebio, Ponziano e Vincenzo sotto l'imperatore Commodo, celebrato il 25 agosto ad Altavilla Irpina nell'omonimo santuario situato nella collegiata dell'Assunta che ne custodisce le reliquie dal 1780, quando furono concesse da papa Pio VI.